# Auto de Fe presidido por Santo Domingo de Guzmán
El Acto de Fe presidido por Santo Domingo de Guzmán es un cuadro del pintor renacentista español Pedro Berruguete (ca. 1450-1504). 

## Descripción
Data de aproximadamente 1495 y está realizado en técnica mixta sobre tabla. Mide 154 centímetros de alto por 92 cm de ancho. Pertenece a la escuela española. Realizado para la sacristía de Real Monasterio de Santo Tomás de Ávila, pasó con la Desamortización al Museo de la Trinidad, absorbido en 1872 por el Museo del Prado, en el que actualmente se expone.
El castellano Pedro Berruguete demuestra en esta obra que une la tradición hispano-flamenca con nuevos elementos renacentistas. Es un rasgo medieval el mantener  diferente tamaño de las personas dependiendo de su jerarquía religiosa: Domingo de Guzmán, aunque está en un plano posterior, tiene mayor tamaño que los herejes albigenses a los que se está castigando en la hoguera. Pero es renacentista en la perspectivas, las formas y la luz, o la incorporación de espacios arquitectónicos. 